# قادرلي
قادرلي (بالتركية: Kadirli) بلدة تقع إدارياً ضمن عثمانية في تركيا. ويبلغ عدد سكانها 119,857 نسمة حسب تعداد 2015.

## وصلات خارجية
- الموقع الرسمي